# NGC 7455
NGC 7455 ist eine Spiralgalaxie vom Hubble-Typ Sa im Sternbild Fische auf der Ekliptik. Sie ist schätzungsweise 342 Millionen Lichtjahre von der Milchstraße entfernt und hat einen Durchmesser von etwa 60.000 Lj.
Im selben Himmelsareal befinden sich u. a. die Galaxien NGC 7452 und NGC 7459.
Das Objekt wurde am 14. Oktober 1884 von Lewis Swift entdeckt.